# Charles Abadie
Pour les articles homonymes, voir Abadie.
Jean Marie Charles Abadie, né le 25 mars 1842 à Saint-Gaudens (Haute-Garonne)  et mort le 29 juin 1932 à Cahuzac-sur-Vère (Tarn), est un médecin ophtalmologiste français.

## Biographie
Il obtient son doctorat en médecine en 1870 et exerce à l'Hôtel-Dieu de Paris. Il s'intéresse particulièrement au traitement du trachome et du glaucome et fut le premier à réaliser l'alcoolisation du ganglion de Gasser comme traitement de la névralgie du trijumeau.[réf. souhaitée]
Il reçoit la Légion d'Honneur en 1981.

## Eponymie
Il a laissé son nom au « signe d'Abadie » en ophtalmologie : la rétraction de la paupière supérieure observée dans la maladie de Basedow. Ce signe est dû à une activité augmentée du muscle releveur de la paupière supérieure (Levator palpebrae superioris).

## Œuvres et publications

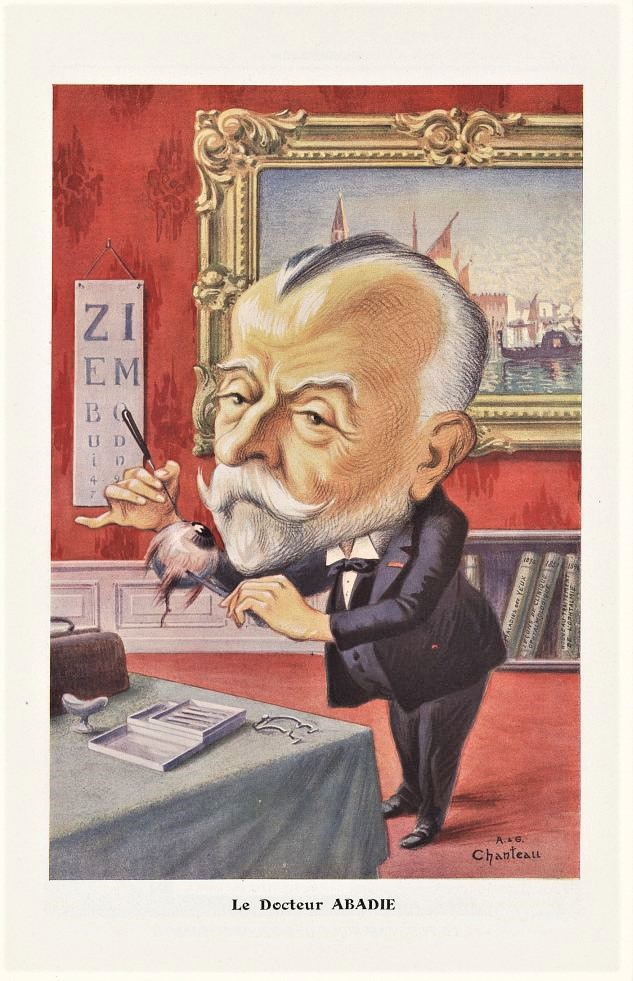
[Caricature par A.& G. Chanteau] Le Docteur Abadie - Chanteclair, 1914

- Étude sur la Myopie stationnaire et progressive, [thèse], 1870.
- Sur la valeur séméiologique de l'hémiopie dans les affections cérébrales, aux bureaux du Progrès médical (Paris), 1875, lire en ligne sur Gallica.
- Traité des maladies des yeux, O. Doin (Paris), 1876-1877 :

1. Tome premier, volume 1 lire en ligne sur Gallica, volume 2 lire en ligne sur Gallica.
2. Tome second, volume 1lire en ligne sur Gallica , volume 2 lire en ligne sur Gallica.

- Leçons de clinique ophtalmologique, [recueillies par le Dr Parenteau], 1881.
- De l'Ophtalmie virulente, impr. de V. Goupy et Jourdan (Paris), 1885, lire en ligne sur Gallica.
- « Section du sympathique cervical dans les formes graves du goitre exophtalmique », Revue neurologique, 1896, p. 715, Texte intégral.

En collaboration
- avec  Dr Valude, De la Restauration des paupières par la greffe cutanée, G. Steinheil (Paris), 1887, lire en ligne sur Gallica.

## Bibliographie

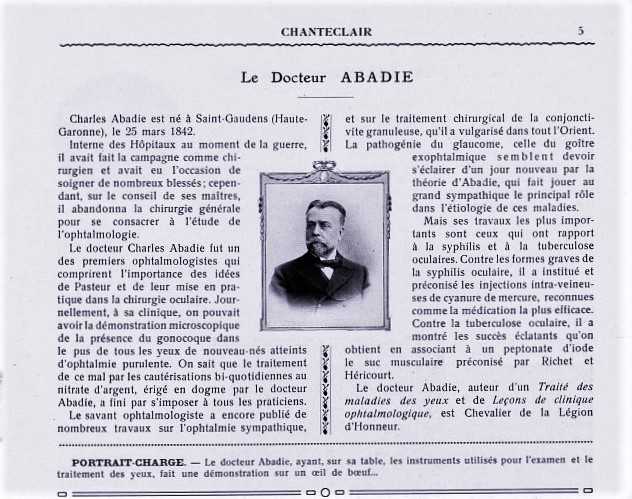
Le Docteur Abadie, Chanteclair, 9e année, 1914

## Décoration
- Chevalier de la Légion d'honneur (1881)[4]